# ウラジーミル・マツケヴィチ

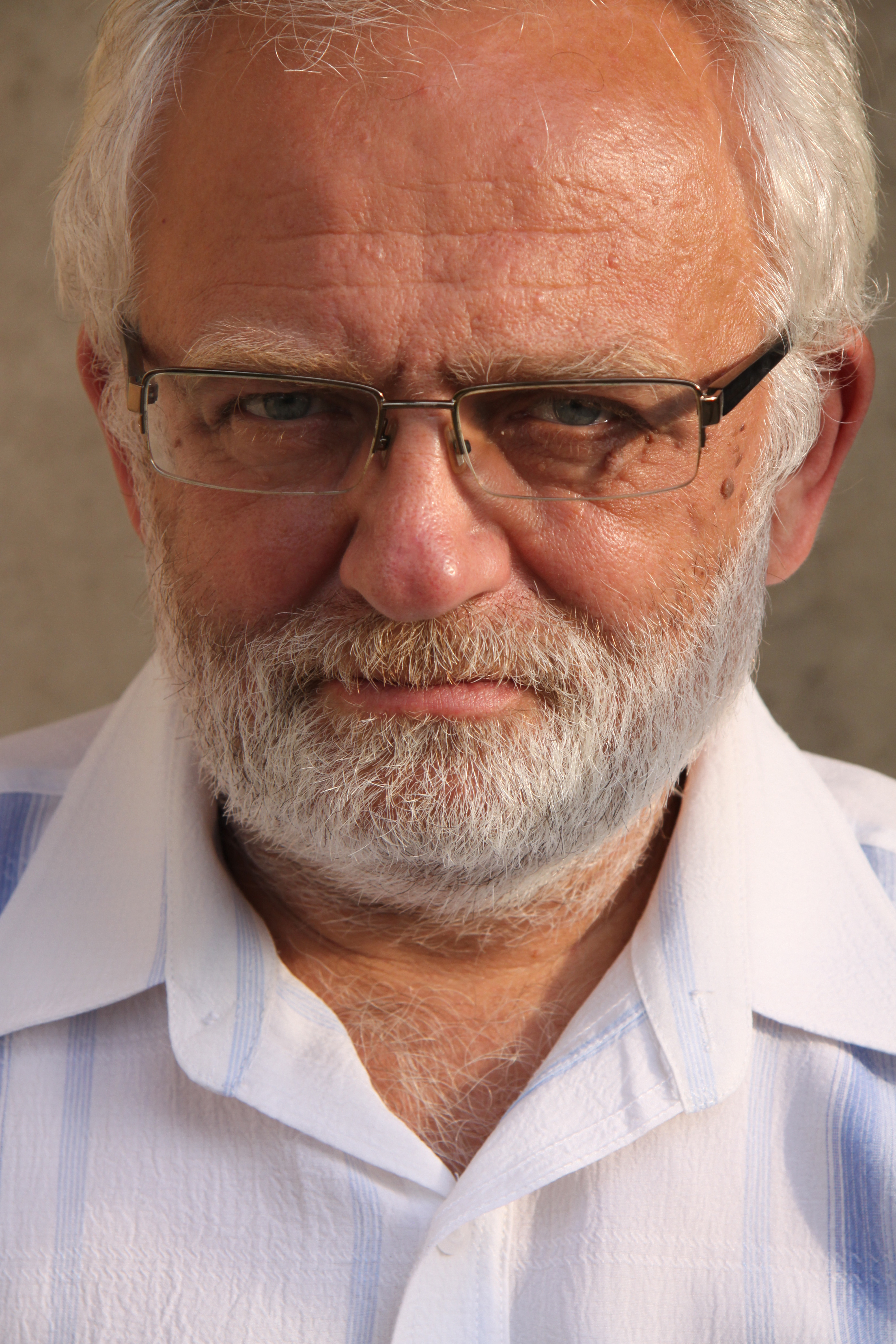
ウラジミール・マツケビッチ

ウラジーミル・ウラジーミラヴィチ・マツキエヴィチ（ベラルーシ語: Уладзімір Уладзіміравіч Мацкевіч、ラテン文字転写Uladzimir Matskevich）またはウラジーミル・ウラジーミロヴィチ・マツケヴィチ（ロシア語: Владимир Владимирович Мацкевич、ラテン文字転写Uladzimir Uladzimiravič Mackievič）とは、ベラルーシの哲学者（方法論者）、社会的・政治的活動家である。1956年5月14日、ソ連のRSFSR （ロシア・ソヴィエト連邦社会主義共和国）イルクーツク州チェレムホヴォに生まれた。2021年8月4日にベラルーシ当局によって逮捕された。人権団体により政治犯であると宣言されている。

## 経歴
ベラルーシ人の彼の両親は、マツケビッチが生まれたとき、シベリアに強制的に移送された。彼の家族はすぐに名誉回復され、1966年にベラルーシに戻った。マツケヴィチはレニングラード州立大学を卒業し、心理学の学位を取得した。ゲオルギ・シュチェドロヴィツキーとモスクワの方法論界から強い影響を受けた。
1980年代後半、マツケビッチはラトビアに住み、ペレストロイカに参加したのち、1994年にベラルーシに帰国した。1990年代には、さまざまな選挙活動に候補者として、また政治技術者として参加した。また、ベラルーシ統一市民党に後に統合された、3つの政党に助言を行った。憲章97も、彼の参加により結成された。マツケビッチはアレクサンドル・ルカシェンコを長年批判しており、2011年に当時の政情を「戒厳令をしいた個人独裁」と特徴づけた。彼は2020年の大統領選挙後に起こった抗議を支持し、ルカシェンコを「違法の大統領」と呼んだ。2021年2月、マッケビッチは、当時発表された共同野党の戦略の登場を歓迎したが、その内容の多くを批判した。
1994年と1996年に、マツケビッチはベラルーシ教育省の要請により、教育改革の2つのプロジェクトの開発に参加したが、これらのプロジェクトは実現されなかった。2007年に、東方パートナーシップ傘下の市民社会フォーラムに属するNGO・EuroBelarusの創設に携わった。また、人道技術機構（ロシア語: Агентство гуманитарных технологий）を創設し、イニシアチブをとった。マツケビッチは社会学者のタチアナ・ヴァダラシュスカヤとともに、自主講義組織である「空飛ぶ大学」（ロシア語: Летучий университет）を組織し、批判的思考の発達に焦点を当てた。
マツケビッチは2021年8月4日に拘留された。また、タチアナ・ヴァダラシュスカヤと彼に関連する複数の活動家が、同じ日に拘留された。8月6日、8つのベラルーシ人権団体が共同声明で、マツケビッチが政治犯であると宣言した。彼は、ベラルーシ刑法第342条に基づき、「公の秩序に著しく違反する行動の組織化」の罪で起訴された。

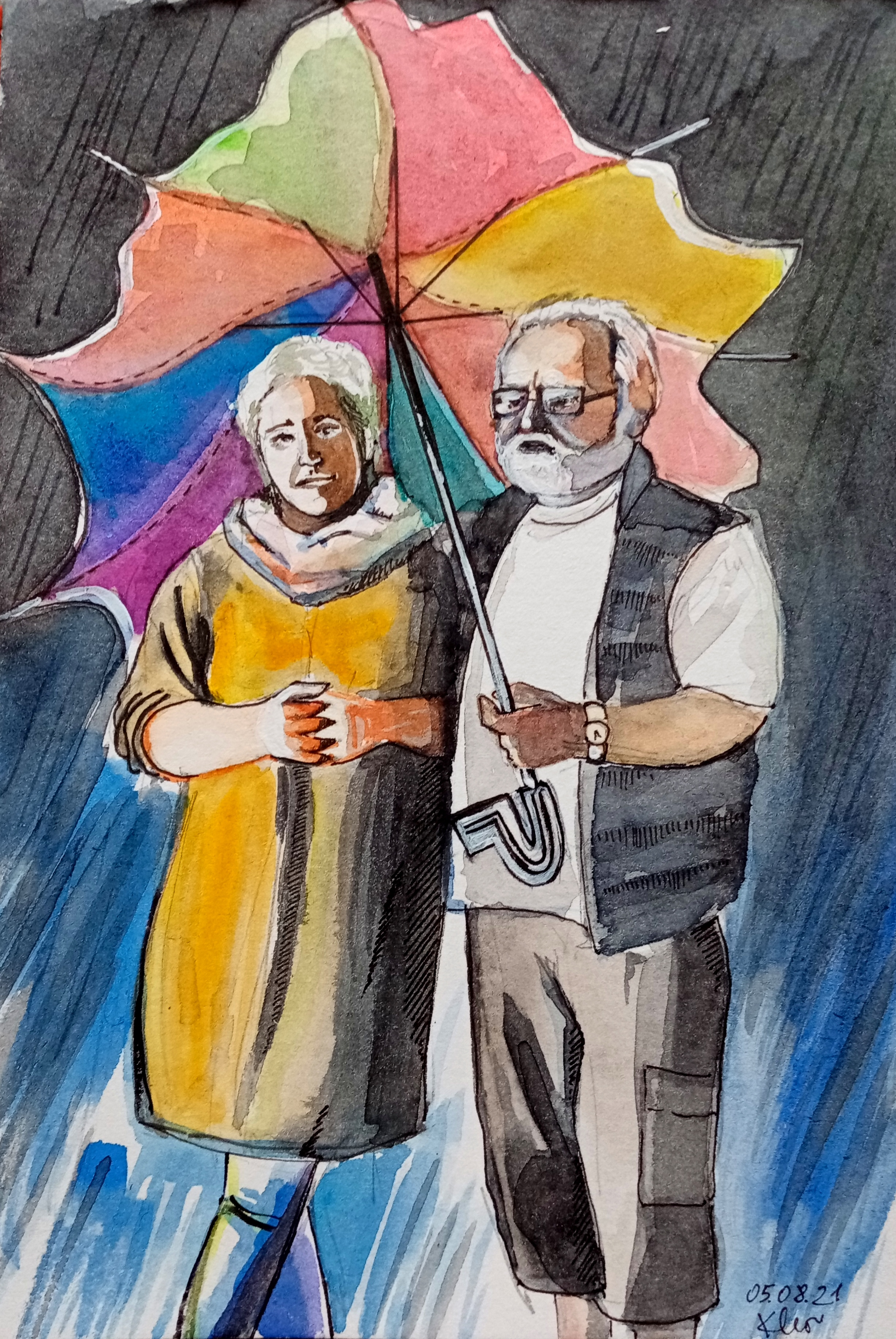
ベラルーシを考えるタチアナ・ヴァダラシュスカヤとウラヂミール・マツケビッチ

2011年には50以上の作品を発表した。